# Aime Nogal
Aime Clarisa Nogal Méndez (Caracas, Venezuela, 1979) es una abogada y política venezolana especializada en procesos electorales, dirigente de Un Nuevo Tiempo. En agosto de 2023 asumió el cargo de uno de los cinco rectores del Consejo Nacional Electoral (CNE).

## Educación y carrera
Nogal se graduó en derecho y especializó en derecho civil, en marketing digital y en posicionamiento en buscadores en la Universidad Central de Venezuela.
Nogal se desempeñó como dirigente del partido político Un Nuevo Tiempo. Ha proporcionado formación y asesoramiento a organizaciones no gubernamentales sobre participación electoral, negociación y fomento de la confianza.

## Consejo Nacional Electoral
A partir de 2005, Nogal fue asesora del Consejo Nacional Electoral (CNE). En agosto de 2023 asumió el cargo como uno de los cinco rectores del órgano electoral. Aime Nogal y Juan Carlos Delpino fueron los dos representantes independientes del total de cinco. De acuerdo con un reportaje de Armando.info, tras las elecciones presidenciales venezolanas del 28 de julio, en agosto de 2024 Nogal comenzó a ignorar a los líderes de la oposición.